# Osseltshausen
Osseltshausen ist ein Gemeindeteil des Marktes Au in der Hallertau im Landkreis Freising, Oberbayern. 

## Lage
Das Kirchdorf liegt in der Hallertau, dem wichtigsten Hopfenanbaugebiet Deutschlands.

## Geschichte
Die 1818 mit dem Gemeindeedikt gegründete Gemeinde Osseltshausen umfasste das Dorf Osseltshausen sowie die Einöden Reith und Neuhub. Am 1. Januar 1976 schloss sich die Gemeinde freiwillig dem Markt Au in der Hallertau an.

## Wirtschaft und Infrastruktur
Der typische ländliche Charakter zeigt sich vor allem durch die zahlreichen umliegenden Hopfengärten im tertiären Hügelland.

## Kultur und Sehenswürdigkeiten
Die katholische Filialkirche Mariä Himmelfahrt ist ein im Kern spätmittelalterlicher Saalbau, der im 18. Jahrhundert barockisiert wurde. Osseltshausen ist vor allem durch seine Schäfflertanzgruppe weithin bekannt.

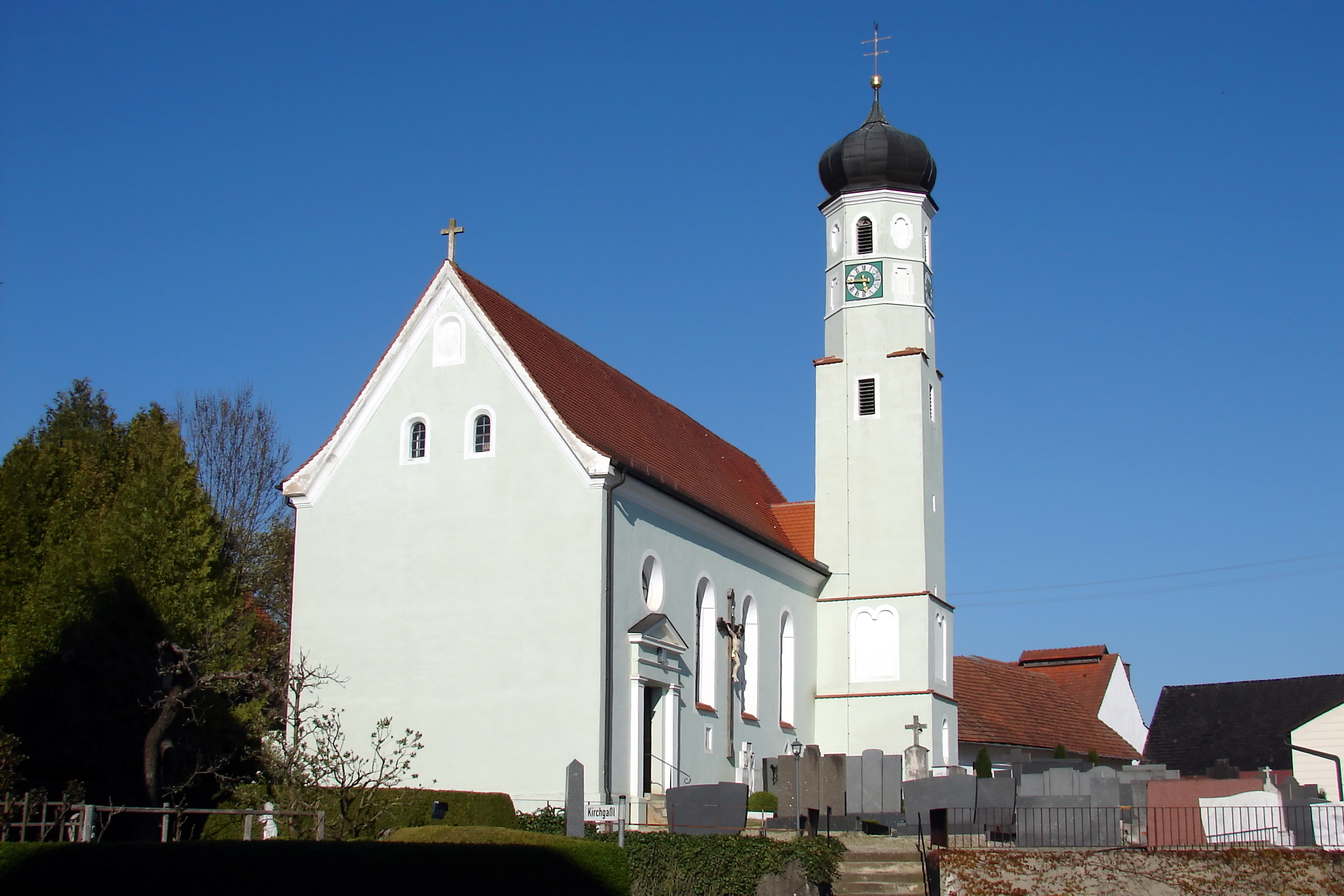
Katholische Filialkirche Mariä Himmelfahrt
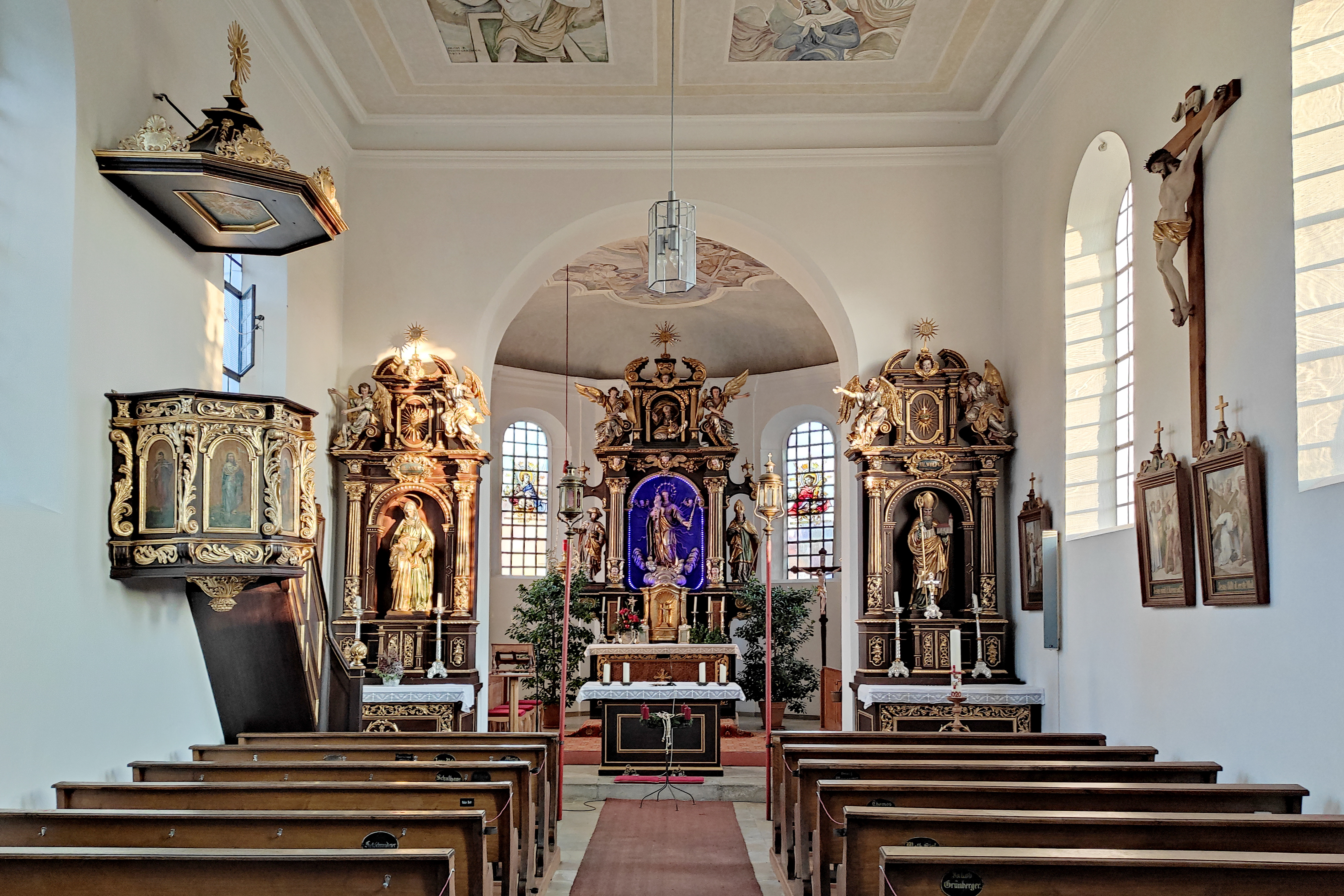
Katholische Filialkirche Mariä Himmelfahrt: Innenraum